# Guizancourt
Guizancourt es una comuna francesa situada en el departamento de Somme, en la región de Alta Francia.

## Demografía
| 102 | 94 | 82 | 89 | 97 | 105 | 121 |
| Para los censos de 1962 a 1999 la población legal corresponde a la población sin duplicidades (Fuente: INSEE [Consultar]) |    |    |    |    |     |     |